# تپه چیاموره
تپه چیاموره مربوط به دوران پیش از تاریخ ایران باستان تا دوران‌های تاریخی پس از اسلام است و در شهرستان دلفان، بخش مرکزی، روستای کرم آباد واقع شده و این اثر در تاریخ ۱۲ بهمن ۱۳۸۱ با شمارهٔ ثبت ۷۱۵۳ به‌عنوان یکی از آثار ملی ایران به ثبت رسیده است.